# Cybister convexus
Cybister convexus är en skalbaggsart som beskrevs av Sharp 1882. Cybister convexus ingår i släktet Cybister och familjen dykare. Inga underarter finns listade i Catalogue of Life.